# Bruno Saulītis
Bruno Saulītis (ur. 1922, zm. 1970) – łotewski pisarz i poeta. W 1949 roku wydał tomik Świetlne lata. Oprócz tego wydał poemat Niezapomniani (1953), zbiorki Zamieć skowronków (1956), Tchnienie Dźwiny (1959), Dobry dzień (1960), Brzozy (1964), Księga epok(1967) i Czas skowronków i płomieni (1968). Był też autorem opowiadań, powieści Ostatnia sprawiedliwa (1963) i książek dla dzieci.
Na język polski wiersze Bruna Saulītisa tłumaczyli Tadeusz Chróścielewski, Leopold Lewin i Włodzimierz Słobodnik. Zostały one zamieszczone w antologii Zorze nad Dźwiną z 1972.